# Xavier Ribas i Centelles
Xavier Ribas i Centelles   (Terrassa, 16 de febrer de 1976) és un jugador d'hoquei sobre herba català, ja retirat, guanyador d'una medalla olímpica.
Amb 24 anys va participar en els Jocs Olímpics d'Estiu de 2000 realitzats a Sydney (Austràlia), on va finalitzar novè en la competició masculina d'hoquei sobre herba. En els Jocs Olímpics d'Estiu de 2004 realitzats a Atenes (Grècia) aconseguí guanyar un diploma olímpic en finalitzar quart, i en els Jocs Olímpics d'Estiu de 2008 realitzats a Pequín (República Popular de la Xina) aconseguí guanyar la medalla de plata en finalitzar segon en aquesta competició.
Al llarg de la seva carrera ha guanyat dues medalles en el Campionat del Món d'hoquei sobre herba i dues en el Campionat d'Europa, així com dues medalles en el Champions Trophy.
A nivell de clubs jugà sempre a l'Atlètic Terrassa Hockey Club, amb qui va guanyar vuit Campionats de Catalunya (1995-1997, 2003-2006, 2010), cinc Copes del Rei (1994, 1995, 1997, 2006, 2010) i vuit lligues (1994, 1995, 1997, 2004, 2005, 2006, 2009, 2010), una Copa d'Europa, una Recopa.
Es retirà el 2010.